# 地上波
地上波（ちじょうは）は、地上を伝わる電波。衛星波の対義語として用いられる。

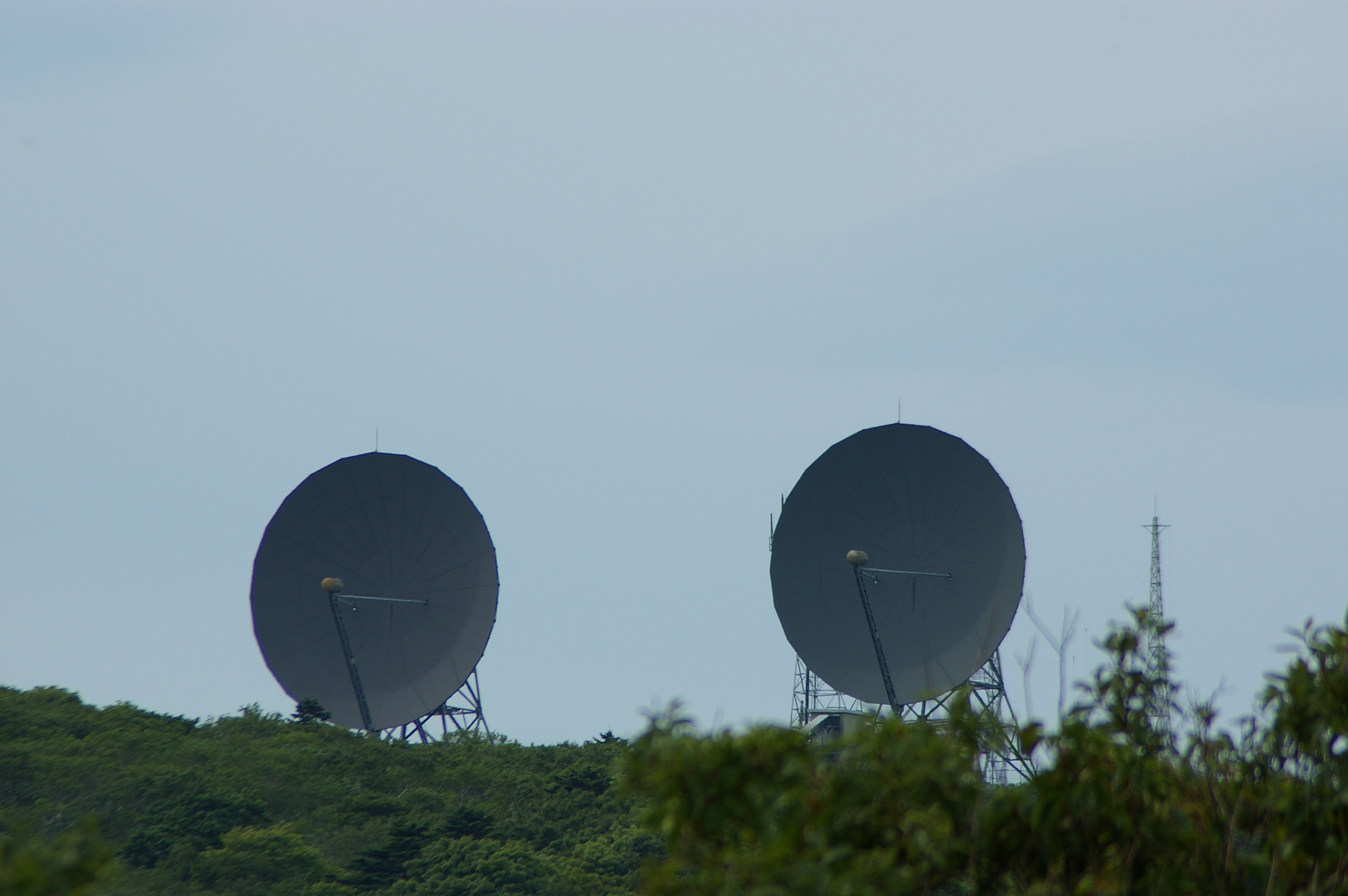
多重無線用のパラボラアンテナ（稚内分屯地）
大出力で大地回折波を発射し、見通し外通信を行う。

## 伝播
電波の伝播の種類には、受信点に直接到達する直接波、地面・地形・建物などで反射して届く反射波、地面・地形・建物などで回折して届く回折波がある（3種にはっきり分かれるのではなく、それらの性質が複合する。反射し回折する波なども生じる）。
それらのうちで、地上（地球上）のある2点間での地上波の伝播のために最も重要なのは、直接波および、地面での反射波（大地反射波）であり、この2つをあわせて空中波という。空中波は距離の逆2乗で減衰し、また地平線や障害物を超えては届かない。
地面での回折波を大地回折波または地表波という。大地回折波（地表波）は距離の逆4乗と急速に減衰するが、地平線を越えることができるので、空中波より遠方まで届く。
厳密には地上波に含めないが、電離層での反射波は電離層波という。電離層波は、距離の逆1乗とゆるやかにしか減衰せず、また地平線を越えるため、非常に遠くまで届く。

## 放送

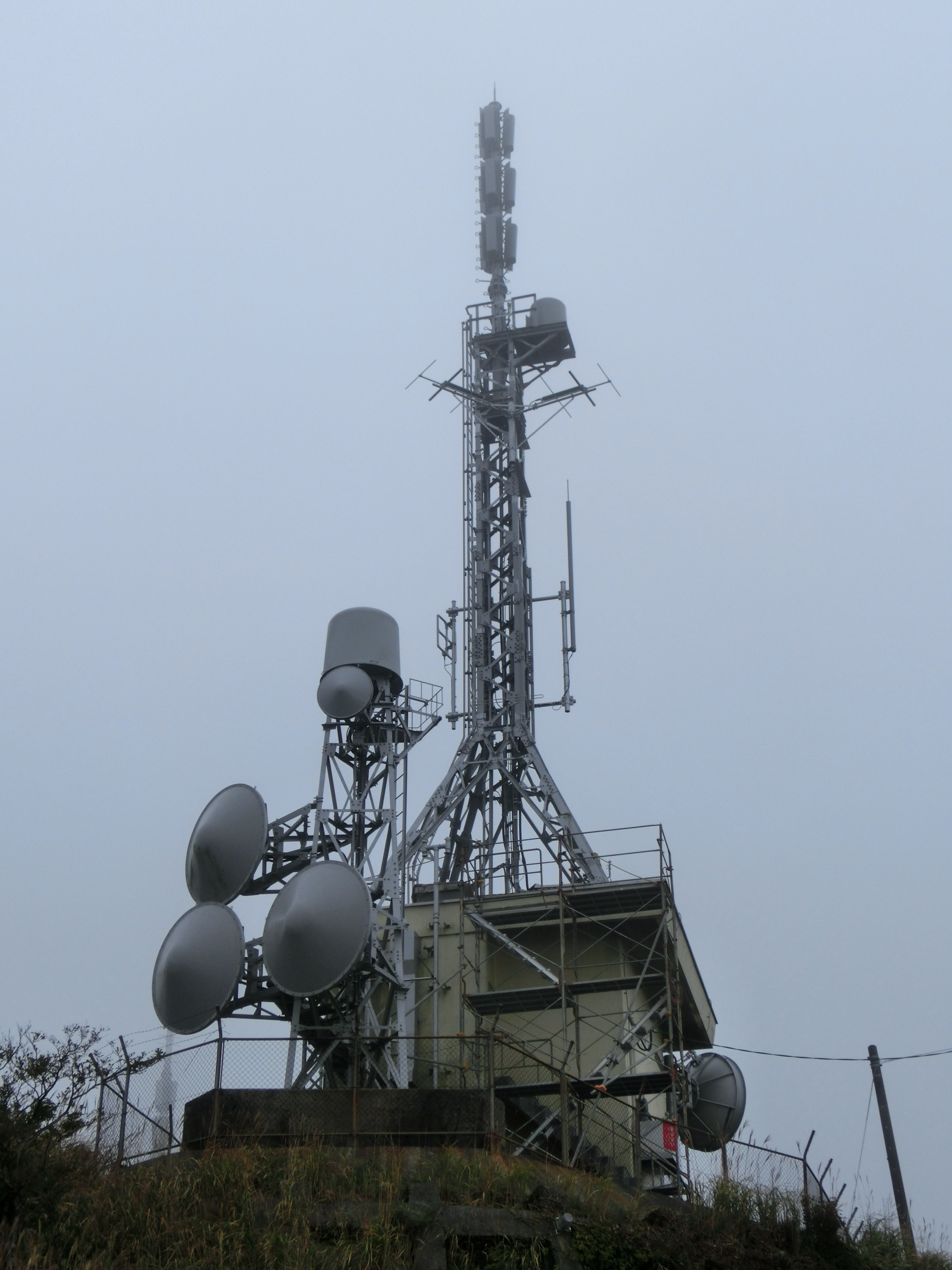
NHK鹿児島放送局・紫尾山デジタルテレビ中継局

送信所を地上に置き、地上波を利用する放送を、地上波放送（ちじょうはほうそう）または地上放送（ちじょうほうそう）という。衛星放送の対義語として使われる語である。
放送の送受信技術における歴史上最初の方式であり、ラジオ、テレビともに普及率は衛星放送よりも高い。ただし、衛星放送が国家〜超国家エリア（日本だと全国）にほぼ同じ強度の電波を届けられるのに対し、地上波放送では原則として、受信可能な地域は送信所の近隣地域に限られる。そして当然、送信所から距離が隔たるにつれ電界強度が弱くなる。その一方、地上波放送は、ほとんど反射・回折しないセンチメートル波（SHF）を使う衛星放送に比べ、受信アンテナの位置や方向の制約が比較的少なく、またより小型である。
ラジオ放送のうち、超短波放送ではほとんどの場合、空中波が届く範囲でしか復調できないが、長波放送・中波放送・短波放送では大地回折波や電離層波によって長距離間の送受信（BCL）が可能である。
テレビ放送の場合、一般に見通しのよい山頂や高い電波塔に設置された送信所のアンテナから、超短波（VHF）、極超短波（UHF）およびセンチメートル波（SHF、難視聴地域の一部など）の周波数帯を用いて放送する。日本の地上デジタルテレビ放送では、極超短波を用いている（UHF局）。これらの電波は回折が弱く電離層反射もしない、直接波が主要な伝播様式となる周波数帯である。したがって都道府県単位あたり複数の送信アンテナを立てる必要がある。